# Sastavi momčadi na SP u nogometu 2010.
U ovom članku ćete naći popise sastava nacionalnih nogometnih reprezentacija koje su nastupile na  Svjetskom prvenstvu u nogometu koje se održava u Južnoafričkoj Republici od 11. lipnja do 11. srpnja 2010.

## Skupina A

### JAR
| Br. | Ime                     | Datum rođenja       | Pozicija  | Klub              | Visina |
| --- | ----------------------- | ------------------- | --------- | ----------------- | ------ |
| 1.  | Moneeb Josephs          | 19. svibnja 1980.   | vratar    | Orlando Pirates   | 184    |
| 2.  | Siboniso Gaxa           | 6. travnja 1984.    | obrana    | Mamelodi Sundowns | 178    |
| 3.  | Tsepo Masielela         | 5. svibnja 1985.    | obrana    | Maccabi Haifa     | 174    |
| 4.  | Aaron Mokoena           | 25. studenoga 1980. | obrana    | Portsmouth        | 183    |
| 5.  | Anele Ngcongca          | 27. listopada 1987. | obrana    | Racing Genk       | 177    |
| 6.  | MacBeth Sibaya          | 25. studenoga 1977. | vezni red | Rubin Kazan       | 176    |
| 7.  | Lance Davids            | 11. travnja 1985.   | vezni red | Ajax Cape Town    | 171    |
| 8.  | Siphiwe Tshabalala      | 25. rujna 1984.     | vezni red | Kaizer Chiefs     | 170    |
| 9.  | Katlego Mphela          | 29. studenoga 1984. | napad     | Mamelodi Sundowns | 180    |
| 10. | Steven Pienaar          | 17. ožujka 1982.    | vezni red | Everton           | 173    |
| 11. | Teko Modise             | 22. prosinca 1982.  | vezni red | Orlando Pirates   | 172    |
| 12. | Reneilwe Letsholonyane  | 9. lipnja 1982.     | vezni red | Kaizer Chiefs     | 173    |
| 13. | Kagisho Dikgacoi        | 24. studenoga 1984. | vezni red | Fulham            | 180    |
| 14. | Matthew Booth           | 14. ožujka 1977.    | obrana    | Mamelodi Sundowns | 198    |
| 15. | Lucas Thwala            | 19. listopada 1981. | obrana    | Orlando Pirates   | 170    |
| 16. | Itumeleng Khune         | 20. lipnja 1987.    | vratar    | Kaizer Chiefs     | 180    |
| 17. | Bernard Parker          | 16. ožujka 1986.    | napad     | Twente Enschede   | 172    |
| 18. | Siyabonga Nomvethe      | 2. prosinca 1977.   | napad     | Moroka Swallows   | 173    |
| 19. | Surprise Moriri         | 20. ožujka 1980.    | vezni red | Mamelodi Sundowns | 173    |
| 20. | Bongani Khumalo         | 6. siječnja 1987.   | obrana    | Supersport United | 184    |
| 21. | Siyabonga Sangweni      | 29. rujna 1981.     | obrana    | Golden Arrows     | 182    |
| 22. | Shu-Aib Walters         | 26. prosinca 1981.  | vratar    | Maritzburg        | 188    |
| 23. | Thanduyise Khuboni      | 23. svibnja 1986.   | vezni red | Golden Arrows     | 181    |
| T   | Carlos Alberto Parreira | 27. veljače 1943.   | izbornik  | Brazil            |        |

### Meksiko
- Preuzeto 13. lipnja 2010. sa službenih stranica FIFA-e  Arhivirana inačica izvorne stranice od 7. lipnja 2010. (Wayback Machine)

| Br. | Ime                 | Datum rođenja       | Pozicija  | Klub                | Visina |
| --- | ------------------- | ------------------- | --------- | ------------------- | ------ |
| 1.  | Oscar Perez         | 1. siječnja 1973.   | vratar    | Jaguares            | 174    |
| 2.  | Francisco Rodriguez | 20. listopada 1981. | obrana    | PSV Eindhoven       | 191    |
| 3.  | Carlos Salcido      | 2. travnja 1980.    | obrana    | PSV Eindhoven       | 176    |
| 4.  | Rafael Marquez      | 13. veljače 1979.   | obrana    | Barcelona           | 182    |
| 5.  | Ricardo Osorio      | 30. ožujka 1980.    | obrana    | VfB Stuttgart       | 173    |
| 6.  | Gerardo Torrado     | 30. travnja 1979.   | vezni red | Cruz Azul           | 174    |
| 7.  | Pablo Barrera       | 21. lipnja 1987.    | napad     | Pumas UNAM          | 172    |
| 8.  | Israel Castro       | 20. prosinca 1980.  | vezni red | Pumas UNAM          | 175    |
| 9.  | Guillermo Franco    | 3. studenoga 1976.  | napad     | West Ham Utd.       | 182    |
| 10. | Cuauhtemoc Blanco   | 17. siječnja 1973.  | napad     | Veracruz            | 177    |
| 11. | Carlos Vela         | 1. travnja 1989.    | napad     | Arsenal             | 179    |
| 12. | Paul Aguilar        | 6. ožujka 1986.     | obrana    | Pachuca             | 178    |
| 13. | Guillermo Ochoa     | 13. srpnja 1985.    | vratar    | America             | 183    |
| 14. | Javier Hernandez    | 1. lipnja 1988.     | napad     | Chivas              | 175    |
| 15. | Hector Moreno       | 17. siječnja 1988.  | obrana    | AZ Alkmaar          | 184    |
| 16. | Efrain Juarez       | 22. siječnja 1988.  | obrana    | Pumas UNAM          | 175    |
| 17. | Giovani dos Santos  | 11. svibnja 1989.   | napad     | Galatasaray         | 175    |
| 18. | Andrés Guardado     | 28. rujna 1986.     | vezni red | Deportivo La Coruña | 169    |
| 19. | Jonny Magallon      | 21. studenoga 1981. | obrana    | Chivas              | 178    |
| 20. | Jorge Torres        | 16. siječnja 1988.  | vezni red | Atlas               | 182    |
| 21. | Adolfo Bautista     | 15. svibnja 1979.   | napad     | Chivas              | 185    |
| 22. | Alberto Medina      | 29. svibnja 1983.   | napad     | Chivas              | 172    |
| 23. | Luis Michel         | 21. srpnja 1979.    | vratar    | Chivas              | 183    |
| T   | Javier Aguirre      | 1. prosinca 1958.   | izbornik  | Meksiko             |        |

### Urugvaj
- Preuzeto 13. lipnja 2010. sa službenih stranica FIFA-e  Arhivirana inačica izvorne stranice od 7. lipnja 2010. (Wayback Machine)

| Br. | Ime                 | Datum rođenja       | Pozicija  | Klub              | Visina |
| --- | ------------------- | ------------------- | --------- | ----------------- | ------ |
| 1.  | Fernando Muslera    | 16. lipnja 1986.    | vratar    | Lazio             | 190    |
| 2.  | Diego Lugano        | 2. studenoga 1980.  | obrana    | Fenerbahce        | 188    |
| 3.  | Diego Godin         | 16. veljače 1986.   | obrana    | Villarreal        | 185    |
| 4.  | Jorge Fucile        | 19. studenoga 1984. | obrana    | Porto             | 177    |
| 5.  | Walter Gargano      | 23. srpnja 1984.    | vezni red | Napoli            | 168    |
| 6.  | Mauricio Victorino  | 11. listopada 1982. | obrana    | Univ. de Chile    | 182    |
| 7.  | Edinson Cavani      | 14. veljače 1987.   | napad     | Palermo           | 188    |
| 8.  | Sebastian Eguren    | 8. siječnja 1981.   | vezni red | AIK Stockholm     | 186    |
| 9.  | Luis Suarez         | 24. siječnja 1987.  | napad     | Ajax              | 181    |
| 10. | Diego Forlan        | 19. svibnja 1979.   | napad     | Atlético Madrid   | 181    |
| 11. | Alvaro Pareira      | 28. studenoga 1985. | vezni red | Porto             | 182    |
| 12. | Juan Castillo       | 17. travnja 1978.   | vratar    | Deportivo Cali    | 181    |
| 13. | Sebastian Abreu     | 17. listopada 1976. | napad     | Botafogo          | 193    |
| 14. | Nicolas Lodeiro     | 21. ožujka 1989.    | vezni red | Ajax              | 173    |
| 15. | Diego Perez         | 18. svibnja 1980.   | vezni red | Monaco            | 176    |
| 16. | Maximiliano Pereira | 8. lipnja 1984.     | obrana    | Benfica           | 173    |
| 17. | Egidio Arevalo      | 1. siječnja 1982.   | vezni red | Penarol           | 168    |
| 18. | Ignacio González    | 14. svibnja 1982.   | vezni red | Valencia          | 180    |
| 19. | Andres Scotti       | 14. prosinca 1975.  | obrana    | Colo Colo         | 183    |
| 20. | Alvaro Fernandez    | 11. listopada 1985. | vezni red | Univ. de Chile    | 185    |
| 21. | Sebastian Fernandez | 23. svibnja 1985.   | napad     | Banfield          | 167    |
| 22. | Martin Caceres      | 7. travnja 1987.    | obrana    | Juventus          | 178    |
| 23. | Martin Silva        | 25. ožujka 1983.    | vratar    | Defensor Sporting | 187    |
| T   | Oscar Tabarez       | 3. ožujka 1947.     | izbornik  | Urugvaj           |        |

### Francuska
- Preuzeto 13. lipnja 2010. sa službenih stranica FIFA-e  Arhivirana inačica izvorne stranice od 7. lipnja 2010. (Wayback Machine)

| Br. | Ime                 | Datum rođenja      | Pozicija  | Klub              | Visina |
| --- | ------------------- | ------------------ | --------- | ----------------- | ------ |
| 1.  | Hugo Lloris         | 26. prosinca 1986. | vratar    | Lyon              | 188    |
| 2.  | Bacary Sagna        | 14. veljače 1983.  | obrana    | Arsenal           | 175    |
| 3.  | Éric Abidal         | 11. rujna 1979.    | obrana    | Barcelona         | 180    |
| 4.  | Anthony Reveillere  | 10. studenog 1979. | obrana    | Lyon              | 181    |
| 5.  | William Gallas      | 17. kolovoza 1977. | obrana    | Arsenal           | 181    |
| 6.  | Marc Planus         | 7. ožujka 1982.    | obrana    | Bordeaux          | 183    |
| 7.  | Franck Ribery       | 7. travnja 1983.   | napad     | Bayern München    | 175    |
| 8.  | Yoann Gourcuff      | 11. srpnja 1986.   | vezni red | Bordeaux          | 185    |
| 9.  | Djibril Cisse       | 12. kolovoza 1981. | napad     | Panathinaikos     | 182    |
| 10. | Sidney Govou        | 27. srpnja 1979.   | napad     | Lyon              | 175    |
| 11. | Andre Pierre Gignac | 5. prosinca 1985.  | napad     | Toulouse          | 187    |
| 12. | Thierry Henry       | 17. kolovoza 1977. | napad     | Barcelona         | 188    |
| 13. | Patrice Evra        | 15. svibnja 1981.  | obrana    | Manchester United | 171    |
| 14. | Jérémy Toulalan     | 10. rujna 1983.    | vezni red | Lyon              | 183    |
| 15. | Florent Malouda     | 19. lipnja 1980.   | vezni red | Chelsea           | 184    |
| 16. | Steve Mandanda      | 28. ožujka 1985.   | vratar    | Marseille         | 185    |
| 17. | Sebastien Squillaci | 12. kolovoza 1980. | obrana    | Sevilla FC        | 184    |
| 18. | Alou Diarra         | 15. srpnja 1981.   | vezni red | Bordeaux          | 190    |
| 19. | Abou Diaby          | 11. svibnja 1986.  | vezni red | Arsenal           | 188    |
| 20. | Mathieu Valbuena    | 28. rujna 1984.    | napad     | Marseille         | 167    |
| 21. | Nicolas Anelka      | 14. ožujka 1979.   | napad     | Chelsea           | 185    |
| 22. | Gaël Clichy         | 26. srpnja 1985.   | obrana    | Arsenal           | 181    |
| 23. | Cedric Carrasso     | 30. prosinca 1981. | vratar    | Bordeaux          | 187    |
| T   | Raymond Domenech    | 24. siječnja 1952. | izbornik  | Francuska         |        |

## Skupina B

### Argentina
- Preuzeto 13. lipnja 2010. sa službenih stranica FIFA-e  Arhivirana inačica izvorne stranice od 7. lipnja 2010. (Wayback Machine)

| Br. | Ime                | Datum rođenja       | Pozicija  | Klub                    | Visina |
| --- | ------------------ | ------------------- | --------- | ----------------------- | ------ |
| 1.  | Diego Pozo         | 16. veljače 1978.   | vratar    | Atlético Colón          | 183    |
| 2.  | Martín Demichelis  | 20. prosinca 1980.  | obrana    | Bayern München          | 184    |
| 3.  | Clemente Rodriguez | 31. srpnja 1981.    | obrana    | Estudiantes de La Plata | 166    |
| 4.  | Nicolas Burdisso   | 12. travnja 1981.   | obrana    | AS Roma                 | 174    |
| 5.  | Mario Bolatti      | 17. veljače 1985.   | vezni red | Fiorentina              | 189    |
| 6.  | Gabriel Heinze     | 19. travnja 1978.   | obrana    | Marseille               | 178    |
| 7.  | Ángel di María     | 14. veljače 1988.   | vezni red | Benfica                 | 180    |
| 8.  | Juan Veron         | 9. ožujka 1975.     | vezni red | Estudiantes de La Plata | 183    |
| 9.  | Gonzalo Higuain    | 10. prosinca 1987.  | napad     | Real Madrid             | 182    |
| 10. | Lionel Messi       | 24. lipnja 1987.    | napad     | Barcelona               | 170    |
| 11. | Carlos Tevez       | 5. veljače 1984.    | napad     | Manchester City         | 173    |
| 12. | Ariel Garce        | 14. srpnja 1979.    | obrana    | Atlético Colón          | 175    |
| 13. | Walter Samuel      | 23. ožujka 1978.    | obrana    | Inter                   | 182    |
| 14. | Javier Mascherano  | 8. lipnja 1984.     | vezni red | Liverpool               | 171    |
| 15. | Nicolas Otamendi   | 12. veljače 1988.   | obrana    | Vélez Sarsfield         | 171    |
| 16. | Sergio Aguero      | 2. lipnja 1988.     | napad     | Atlético Madrid         | 170    |
| 17. | Jonas Gutierrez    | 5. srpnja 1983.     | vezni red | Newcastle United        | 182    |
| 18. | Martin Palermo     | 7. studenog 1973.   | napad     | Boca Juniors            | 188    |
| 19. | Diego Milito       | 12. lipnja 1979.    | napad     | Inter                   | 177    |
| 20. | Maxi Rodriguez     | 2. siječnja 1981.   | vezni red | Liverpool               | 173    |
| 21. | Mariano Andujar    | 30. srpnja 1983.    | vratar    | Catania                 | 180    |
| 22. | Sergio Romero      | 22. veljače 1987.   | vratar    | AZ Alkmaar              | 191    |
| 23. | Javier Pastore     | 20. lipnja 1989.    | vezni red | Palermo                 | 173    |
| T   | Diego Maradona     | 30. listopada 1960. | izbornik  | Argentina               |        |

### Nigerija
- Preuzeto 13. lipnja 2010. sa službenih stranica FIFA-e  Arhivirana inačica izvorne stranice od 7. lipnja 2010. (Wayback Machine)

| Br. | Ime                  | Datum rođenja       | Pozicija  | Klub               | Visina |
| --- | -------------------- | ------------------- | --------- | ------------------ | ------ |
| 1.  | Vincent Enyeama      | 29. kolovoza 1982.  | vratar    | Hapoel Tel-Aviv    | 185    |
| 2.  | Joseph Yobo          | 6. rujna 1980.      | obrana    | Everton            | 185    |
| 3.  | Taye Taiwo           | 16. travnja 1985.   | obrana    | Marseille          | 188    |
| 4.  | Nwankwo Kanu         | 1. kolovoza 1976.   | vezni red | Portsmouth         | 197    |
| 5.  | Rabiu Afolabi        | 18. travnja 1980.   | obrana    | Red Bull Salzburg  | 183    |
| 6.  | Danny Shittu         | 2. rujna 1980.      | obrana    | Bolton Wanderers   | 190    |
| 7.  | John Utaka           | 8. siječnja 1982.   | napad     | Portsmouth         | 179    |
| 8.  | Yakubu Aiyegbeni     | 22. studenog 1982.  | napad     | Everton            | 188    |
| 9.  | Obafemi Martins      | 28. listopada 1984. | napad     | Wolfsburg          | 170    |
| 10. | Brown Ideye          | 10. listopada 1988. | napad     | Sochaux            | 180    |
| 11. | Peter Odemwingle     | 15. srpnja 1981.    | napad     | Lokomotiv Moskva   | 181    |
| 12. | Kalu Uche            | 15. studenog 1982.  | vezni red | Almeria            | 171    |
| 13. | Yussuf Ayila         | 4. studenog 1984.   | vezni red | Dinamo Kijev       | 179    |
| 14. | Sani Kaita           | 2. svibnja 1986.    | vezni red | Alania Vladikavkaz | 180    |
| 15. | Lukman Haruna        | 4. prosinca 1990.   | vezni red | Monaco             | 177    |
| 16. | Austin Ejide         | 8. travnja 1984.    | vratar    | Hapoel Petah Tikva | 186    |
| 17. | Chidi Odiah          | 17. prosinca 1983.  | obrana    | CSKA Moskva        | 181    |
| 18. | Victor Obinna        | 25. ožujka 1987.    | napad     | Malaga             | 178    |
| 19. | Chinedu Ogbuke Obasi | 1. lipnja 1986.     | napad     | Hoffenheim         | 181    |
| 20. | Dickson Etuhu        | 8. lipnja 1982.     | vezni red | Fulham             | 191    |
| 21. | Uwa Echiejile        | 20. siječnja 1988.  | obrana    | Rennes             | 198    |
| 22. | Dele Adaleye         | 25. prosinca 1988.  | obrana    | Sparta Rotterdam   | 189    |
| 23. | Dele Aiyenugba       | 20. studenog 1983.  | vratar    | Bnei Yehuda        | 186    |
| T   | Lars Lagerback       | 16. srpnja 1948.    | izbornik  | Švedska            |        |

### Južna Koreja
- Preuzeto 13. lipnja 2010. sa službenih stranica FIFA-e  Arhivirana inačica izvorne stranice od 15. lipnja 2014. (Wayback Machine)

| Br. | Ime             | Datum rođenja      | Pozicija  | Klub                        | Visina |
| --- | --------------- | ------------------ | --------- | --------------------------- | ------ |
| 1.  | LEE Woon Jae    | 26. travnja 1973.  | vratar    | Suwon Bluewings (KOR)       | 182    |
| 2.  | OH Beom Seok    | 29. srpnja 1984.   | obrana    | Ulsan Hyundai (KOR)         | 181    |
| 3.  | KIM Hyung Il    | 7. travnja 1984.   | obrana    | Pohang Steelers (KOR)       | 187    |
| 4.  | CHO Yong Hyung  | 3. studenog 1983.  | obrana    | Jeju Utd. (KOR)             | 182    |
| 5.  | KIM Nam Il      | 14. ožujka 1977.   | vezni red | Tom Tomsk                   | 180    |
| 6.  | KIM Bo Kyung    | 6. listopada 1989. | vezni red | Ōita Trinita                | 178    |
| 7.  | PARK Ji Sung    | 25. veljače 1981.  | vezni red | Manchester United           | 178    |
| 8.  | KIM Jung Woo    | 9. svibnja 1982.   | vezni red | Gwangju Sangmu (KOR)        | 183    |
| 9.  | AHN Jung Hwan   | 27. siječnja 1976. | napad     | Dalian Shide (CHN)          | 177    |
| 10. | PARK Chu Young  | 10. srpnja 1985.   | napad     | Monaco                      | 183    |
| 11. | LEE Seung Yeoul | 6. ožujka 1989.    | napad     | FC Seoul (KOR)              | 183    |
| 12. | LEE Young Pyo   | 23. travnja 1977.  | obrana    | Al Hilal (KSA)              | 177    |
| 13. | KIM Jae Sung    | 3. listopada 1983. | vezni red | Pohang Steelers (KOR)       | 180    |
| 14. | LEE Jung Soo    | 8. siječnja 1980.  | obrana    | Kashima Antlers             | 185    |
| 15. | KIM Dong Jin    | 29. siječnja 1982. | obrana    | Ulsan Hyundai (KOR)         | 184    |
| 16. | KI Sung Yueng   | 24. siječnja 1989. | vezni red | Celtic (SCO)                | 187    |
| 17. | LEE Chung Yong  | 2. srpnja 1988.    | vezni red | Bolton Wanderers            | 180    |
| 18. | JUNG Sung Ryong | 4. siječnja 1985.  | vratar    | Seongnam Ilhwa Chunma (KOR) | 190    |
| 19. | YEOM Ki Hun     | 30. ožujka 1983.   | vezni red | Suwon Bluewings (KOR)       | 182    |
| 20. | LEE Dong Gook   | 29. travnja 1979.  | napad     | Jeonbuk Motors (KOR)        | 187    |
| 21. | KIM Young Kwang | 28. lipnja 1983.   | vratar    | Ulsan Hyundai (KOR)         | 184    |
| 22. | CHA Du Ri       | 25. srpnja 1980.   | obrana    | SC Freiburg                 | 181    |
| 23. | KANG Min Soo    | 14. veljače 1986.  | obrana    | Suwon Bluewings (KOR)       | 186    |
| T   | HUH Jung Moo    | 13. siječnja 1955. | izbornik  | Južna Koreja                |        |

### Grčka
- Preuzeto 13. lipnja 2010. sa službenih stranica FIFA-e  Arhivirana inačica izvorne stranice od 7. lipnja 2010. (Wayback Machine)

| Br. | Ime                       | Datum rođenja       | Pozicija  | Klub              | Visina |
| --- | ------------------------- | ------------------- | --------- | ----------------- | ------ |
| 1.  | Konstantinos Chalkias     | 30. svibnja 1974.   | vratar    | PAOK              | 198    |
| 2.  | Giourkas Seitaridis       | 4. lipnja 1981.     | obrana    | Panathinaikos     | 185    |
| 3.  | Christos Patsatzoglou     | 19. ožujka 1979.    | obrana    | Omonia            | 183    |
| 4.  | Nikos Spiropoulos         | 10. listopada 1983. | obrana    | Panathinaikos     | 171    |
| 5.  | Vangelis Moras            | 26. kolovoza 1981.  | obrana    | Bologna           | 193    |
| 6.  | Alexandros Tziolis        | 13. veljače 1985.   | vezni red | Siena             | 190    |
| 7.  | Georgios Samaras          | 21. veljače 1985.   | napad     | Celtic            | 192    |
| 8.  | Avraam Papadopoulos       | 3. prosinca 1984.   | obrana    | Olympiacos        | 186    |
| 9.  | Angelos Charisteas        | 9. veljače 1980.    | napad     | 1. FC Nürnberg    | 191    |
| 10. | Georgios Karagounis       | 6. ožujka 1977.     | vezni red | Panathinaikos     | 176    |
| 11. | Loukas Vyntra             | 5. veljače 1981.    | obrana    | Panathinaikos     | 184    |
| 12. | Alexandros Tzorvas        | 12. kolovoza 1982.  | vratar    | Panathinaikos     | 190    |
| 13. | Michail Sifakis           | 9. rujna 1984.      | vratar    | Aris Thessaloniki | 186    |
| 14. | Dimitrios Salpingidis     | 18. kolovoza 1981.  | napad     | Panathinaikos     | 171    |
| 15. | Vasileios Torosidis       | 10. lipnja 1985.    | obrana    | Olympiacos        | 185    |
| 16. | Sotirios Kyrgiakos        | 23. srpnja 1979.    | obrana    | Liverpool         | 192    |
| 17. | Theofanis Gekas           | 23. svibnja 1980.   | napad     | Hertha Berlin     | 179    |
| 18. | Sotiris Ninis             | 3. travnja 1990.    | vezni red | Panathinaikos     | 173    |
| 19. | Sokratis Papastathopoulos | 9. lipnja 1988.     | obrana    | Genoa             | 186    |
| 20. | Pantelis Kapetanos        | 8. lipnja 1983.     | napad     | Steaua            | 190    |
| 21. | Konstantinos Katsouranis  | 21. lipnja 1979.    | vezni red | Panathinaikos     | 183    |
| 22. | Stelios Malezas           | 11. ožujka 1985.    | obrana    | PAOK              | 192    |
| 23. | Athanasios Prittas        | 9. siječnja 1979.   | vezni red | Aris Thessaloniki | 185    |
| T   | Otto Rehhagel             | 9. kolovoza 1938.   | izbornik  | Njemačka          |        |

## Skupina C

### Engleska
- Preuzeto 12. lipnja 2010. sa službenih stranica FIFA-e  Arhivirana inačica izvorne stranice od 7. lipnja 2010. (Wayback Machine)

| Br. | Ime                   | Datum rođenja       | Pozicija  | Klub              | Visina |
| --- | --------------------- | ------------------- | --------- | ----------------- | ------ |
| 1.  | David James           | 1. kolovoza 1970.   | vratar    | Portsmouth        | 196    |
| 2.  | Glen Johnson          | 23. kolovoza 1984.  | obrana    | Liverpool         | 178    |
| 3.  | Ashley Cole           | 20. prosinca 1980.  | obrana    | Chelsea           | 173    |
| 4.  | Steven Gerrard        | 30. svibnja 1980.   | vezni red | Liverpool         | 185    |
| 5.  | Michael Dawson        | 18. studenog 1983.  | obrana    | Tottenham Hotspur | 188    |
| 6.  | John Terry            | 7. prosinca 1980.   | obrana    | Chelsea           | 188    |
| 7.  | Aaron Lennon          | 16. travnja 1987.   | vezni red | Tottenham Hotspur | 165    |
| 8.  | Frank Lampard         | 20. lipnja 1978.    | vezni red | Chelsea           | 183    |
| 9.  | Peter Crouch          | 30. siječnja 1981.  | napad     | Tottenham Hotspur | 201    |
| 10. | Wayne Rooney          | 24. listopada 1985. | napad     | Manchester United | 178    |
| 11. | Joe Cole              | 8. studenog 1981.   | vezni red | Chelsea           | 175    |
| 12. | Robert Greem          | 18. siječnja 1980.  | vratar    | West Ham Utd.     | 187    |
| 13. | Stephen Warnock       | 12. prosinca 1981.  | obrana    | Aston Villa       | 175    |
| 14. | Gareth Barry          | 23. veljače 1981.   | vezni red | Manchester City   | 180    |
| 15. | Matt Upson            | 18. travnja 1979.   | obrana    | West Ham Utd.     | 185    |
| 16. | James Milner          | 4. siječnja 1986.   | vezni red | Aston Villa       | 170    |
| 17. | Shaun Wright-Phillips | 25. listopada 1981. | vezni red | Manchester City   | 168    |
| 18. | Jamie Carragher       | 28. siječnja 1978.  | obrana    | Liverpool         | 185    |
| 19. | Jermain Defoe         | 7. listopada 1982.  | napad     | Tottenham Hotspur | 170    |
| 20. | Ledley King           | 12. listopada 1980. | obrana    | Tottenham Hotspur | 188    |
| 21. | Emile Heskey          | 11. siječnja 1978.  | napad     | Aston Villa       | 188    |
| 22. | Michael Carrick       | 28. srpnja 1981.    | vezni red | Manchester United | 183    |
| 23. | Joe Hart              | 19. travnja 1987.   | vratar    | Birmingham City   | 191    |
| T   | Fabio Capello         | 18. lipnja 1946.    | izbornik  | Italija           |        |

### SAD
- Preuzeto 13. lipnja 2010. sa službenih stranica FIFA-e  Arhivirana inačica izvorne stranice od 7. lipnja 2010. (Wayback Machine)

| Br. | Ime                | Datum rođenja       | Pozicija  | Klub                     | Visina |
| --- | ------------------ | ------------------- | --------- | ------------------------ | ------ |
| 1.  | Tim Howard         | 6. ožujka 1979.     | vratar    | Everton                  | 187    |
| 2.  | Jonathan Spector   | 1. ožujka 1986.     | obrana    | West Ham Utd.            | 183    |
| 3.  | Carlos Bocanegra   | 25. svibnja 1979.   | obrana    | Rennes (FRA)             | 184    |
| 4.  | Michael Bradley    | 31. srpnja 1987.    | vezni red | Borussia Mönchengladbach | 185    |
| 5.  | Oguchi Onyewu      | 13. svibnja 1982.   | obrana    | AC Milan                 | 192    |
| 6.  | Steve Cherundolo   | 19. veljače 1979.   | obrana    | Hannover 96              | 168    |
| 7.  | DaMarcus Beasley   | 24. svibnja 1982.   | vezni red | Rangers (SCO)            | 170    |
| 8.  | Clint Dempsey      | 9. ožujka 1983.     | vezni red | Fulham                   | 185    |
| 9.  | Herculez Gomez     | 6. travnja 1982.    | napad     | Puebla (MEX)             | 178    |
| 10. | Landon Donovan     | 4. ožujka 1982.     | vezni red | Los Angeles Galaxy (USA) | 173    |
| 11. | Stuart Holden      | 1. kolovoza 1985.   | vezni red | Bolton Wanderers         | 178    |
| 12. | Jonathan Bornstein | 7. studenog 1984.   | obrana    | Chivas USA (USA)         | 175    |
| 13. | Ricardo Clark      | 10. veljače 1983.   | vezni red | Eintracht Frankfurt      | 178    |
| 14. | Edson Buddle       | 21. svibnja 1981.   | napad     | Los Angeles Galaxy (USA) | 185    |
| 15. | Jay DeMerit        | 4. prosinca 1979.   | obrana    | Watford (ENG)            | 180    |
| 16. | Francisco Torres   | 29. listopada 1987. | vezni red | Pachuca (MEX)            | 168    |
| 17. | Jozy Altidore      | 6. studenog 1989.   | napad     | Hull City                | 185    |
| 18. | Brad Guzan         | 9. rujna 1984.      | vratar    | Aston Villa              | 193    |
| 19. | Maurice Edu        | 18. travnja 1986.   | vezni red | Rangers (SCO)            | 183    |
| 20. | Robbie Findley     | 4. kolovoza 1985.   | napad     | Real Salt Lake (USA)     | 175    |
| 21. | Clarence Goodson   | 17. svibnja 1982.   | obrana    | IK Start (NOR)           | 193    |
| 22. | Benny Feilhaber    | 19. siječnja 1985.  | vezni red | AGF Aarhus (DEN)         | 175    |
| 23. | Marcus Hahnemann   | 15. lipnja 1972.    | vratar    | Wolverhampton            | 192    |
| T   | Bob Bradley        | 3. ožujka 1958.     | izbornik  | SAD                      |        |

### Alžir
- Preuzeto 13. lipnja 2010. sa službenih stranica FIFA-e  Arhivirana inačica izvorne stranice od 7. lipnja 2010. (Wayback Machine)

| Br. | Ime                 | Datum rođenja      | Pozicija  | Klub                     | Visina |
| --- | ------------------- | ------------------ | --------- | ------------------------ | ------ |
| 1.  | Lounes Gaouaoui     | 28. rujna 1977.    | vratar    | Chlef (ALG)              | 188    |
| 2.  | Madjid Bogherra     | 7. listopada 1982. | obrana    | Rangers (SCO)            | 190    |
| 3.  | Nadir Belhadj       | 18. lipnja 1982.   | obrana    | Portsmouth               | 180    |
| 4.  | Anther Yahia        | 21. ožujka 1982.   | obrana    | Bochum                   | 185    |
| 5.  | Rafik Halliche      | 2. rujna 1986.     | obrana    | Nacional Madeira         | 187    |
| 6.  | Yazid Mansouri      | 25. veljače 1978.  | vezni red | Lorient (FRA)            | 175    |
| 7.  | Ryad Boudebouz      | 19. veljače 1990.  | vezni red | Sochaux                  | 178    |
| 8.  | Medhi Lacen         | 15. ožujka 1984.   | vezni red | Racing Santander         | 178    |
| 9.  | Abdelkader Ghezzal  | 5. prosinca 1984.  | napad     | Siena                    | 186    |
| 10. | Rafik Saifi         | 7. veljače 1975.   | napad     | Istres (FRA)             | 178    |
| 11. | Rafik Djebbour      | 8. ožujka 1984.    | napad     | AEK Atena                | 185    |
| 12. | Habib Bellaid       | 28. ožujka 1986.   | obrana    | Boulogne (FRA)           | 189    |
| 13. | Karim Matmour       | 25. lipnja 1985.   | vezni red | Borussia Mönchengladbach | 181    |
| 14. | Abdelkader Laifaoui | 29. srpnja 1981.   | obrana    | Setif (ALG)              | 177    |
| 15. | Karim Ziani         | 17. kolovoza 1982. | vezni red | Wolfsburg                | 168    |
| 16. | Faouzi Chaouchi     | 5. prosinca 1984.  | vratar    | Setif (ALG)              | 180    |
| 17. | Adlane Geudioura    | 12. studenog 1985. | vezni red | Wolverhampton            | 183    |
| 18. | Carl Medjani        | 15. svibnja 1985.  | obrana    | Ajaccio (FRA)            | 184    |
| 19. | Hassan Yebda        | 14. svibnja 1984.  | vezni red | Portsmouth               | 188    |
| 20. | Djamel Mesbah       | 9. listopada 1984. | obrana    | Lecce                    | 180    |
| 21. | Foued Kadir         | 5. prosinca 1983.  | vezni red | Valenciennes             | 180    |
| 22. | Djamal Abdoun       | 14. veljače 1986.  | vezni red | Nantes                   | 180    |
| 23. | Rais M Bolhi        | 25. travnja 1986.  | vratar    | Slavija Sofija           | 190    |
| T   | Rabah Saadane       | 3. svibnja 1946.   | izbornik  | Alžir                    |        |

### Slovenija
- Preuzeto 13. lipnja 2010. sa službenih stranica FIFA-e  Arhivirana inačica izvorne stranice od 8. lipnja 2010. (Wayback Machine)

| Br. | Ime                      | Datum rođenja      | Pozicija  | Klub                 | Visina |
| --- | ------------------------ | ------------------ | --------- | -------------------- | ------ |
| 1.  | Samir Handanovič         | 14. srpnja 1984.   | vratar    | Udinese              | 193    |
| 2.  | Mišo Brečko              | 1. svibnja 1984.   | obrana    | 1. FC Köln           | 172    |
| 3.  | Elvedin Džinič           | 25. kolovoza 1985. | obrana    | Maribor (SVN)        | 189    |
| 4.  | Marko Šuler              | 9. ožujka 1983.    | obrana    | Gent                 | 187    |
| 5.  | Boštjan Cesar            | 9. srpnja 1982.    | obrana    | Grenoble             | 190    |
| 6.  | Branko Ilič              | 6. veljače 1983.   | obrana    | Lokomotiv Moskva     | 186    |
| 7.  | Nejc Pečnik              | 3. siječnja 1986.  | napad     | Nacional Madeira     | 187    |
| 8.  | Robert Koren             | 20. rujna 1980.    | vezni red | West Bromwich Albion | 173    |
| 9.  | Zlatan Ljubijankić       | 15. prosinca 1983. | napad     | Gent                 | 185    |
| 10. | Valter Birsa             | 7. kolovoza 1986.  | vezni red | Auxerre (FRA)        | 180    |
| 11. | Milivoje Novakovič       | 18. svibnja 1979.  | napad     | 1. FC Köln           | 191    |
| 12. | Jasmin Handarovič        | 28. siječnja 1978. | vratar    | Mantova              | 197    |
| 13. | Bojan Jokić              | 17. svibnja 1986.  | obrana    | Chievo               | 171    |
| 14. | Zlatko Dedič             | 5. listopada 1984. | napad     | Bochum               | 172    |
| 15. | Rene Krhin               | 21. svibnja 1990.  | vezni red | Inter                | 184    |
| 16. | Aleksander Šeliga        | 1. veljače 1980.   | vratar    | Sparta Rotterdam     | 187    |
| 17. | Andraž Kirm              | 6. rujna 1984.     | vezni red | Wisla Krakow (POL)   | 185    |
| 18. | Aleksandar Radosavljevič | 25. travnja 1979.  | vezni red | AE Larissa           | 181    |
| 19. | Suad Filekovič           | 16. rujna 1978.    | obrana    | Maribor (SVN)        | 190    |
| 20. | Andrej Komac             | 4. prosinca 1979.  | vezni red | Maccabi Tel-Aviv     | 170    |
| 21. | Dalibor Stevanovič       | 27. rujna 1984.    | vezni red | Vitesse Arnhem       | 183    |
| 22. | Matej Mavrič             | 29. siječnja 1979. | obrana    | TuS Koblenz          | 186    |
| 23. | Tim Matavž               | 13. siječnja 1989. | napad     | Groningen            | 190    |
| T   | Matjaž Kek               | 9. rujna 1961.     | izbornik  | Slovenija            |        |

## Skupina D

### Njemačka
- Preuzeto 12. lipnja 2010. sa službenih stranica FIFA-e  Arhivirana inačica izvorne stranice od 7. lipnja 2010. (Wayback Machine)

| Br. | Ime                    | Datum rođenja       | Pozicija  | Klub             | Visina |
| --- | ---------------------- | ------------------- | --------- | ---------------- | ------ |
| 1.  | Manuel Neuer           | 27. ožujka 1986.    | vratar    | Schalke 04       | 190    |
| 2.  | Marcell Jansen         | 4. studenoga 1985.  | vezni red | Hamburger SV     | 190    |
| 3.  | Arne Friedrich         | 29. lipnja 1979.    | obrana    | Hertha Berlin    | 185    |
| 4.  | Dennis Aogo            | 14. lipnja 1987.    | obrana    | Hamburger SV     | 184    |
| 5.  | Serdar Tasci           | 24. travnja 1987.   | obrana    | VfB Stuttgart    | 186    |
| 6.  | Sami Khedira           | 4. travnja 1987.    | vezni red | VfB Stuttgart    | 189    |
| 7.  | Bastian Schweinsteiger | 1. kolovoza 1984.   | vezni red | Bayern München   | 180    |
| 8.  | Mesut Oezil            | 15. listopada 1988. | vezni red | Werder Bremen    | 182    |
| 9.  | Stefan Kiessling       | 25. siječnja 1984.  | napad     | Bayer Leverkusen | 191    |
| 10. | Lukas Podolski         | 4. lipnja 1985.     | napad     | 1. FC Köln       | 180    |
| 11. | Miroslav Klose         | 9. lipnja 1978.     | napad     | Bayern München   | 182    |
| 12. | Tim Wiese              | 17. prosinca 1981.  | vratar    | Werder Bremen    | 193    |
| 13. | Thomas Müller          | 13. rujna 1989.     | vezni red | Bayern München   | 186    |
| 14. | Holger Badstuber       | 13. ožujka 1989.    | obrana    | Bayern München   | 190    |
| 15. | Piotr Trochowski       | 22. ožujka 1984.    | vezni red | Hamburger SV     | 168    |
| 16. | Philipp Lahm           | 11. studenoga 1983. | obrana    | Bayern München   | 170    |
| 17. | Per Mertesacker        | 29. rujna 1984.     | obrana    | Werder Bremen    | 196    |
| 18. | Toni Kroos             | 4. siječnja 1990.   | vezni red | Bayer Leverkusen | 180    |
| 19. | Cacau Cacau            | 27. ožujka 1981.    | napad     | VfB Stuttgart    | 180    |
| 20. | Jérôme Boateng         | 3. rujna 1988.      | obrana    | Hamburger SV     | 192    |
| 21. | Marko Marin            | 13. ožujka 1989.    | vezni red | Werder Bremen    | 169    |
| 22. | Hans-Jörg Butt         | 28. svibnja 1974.   | vratar    | Bayern München   | 191    |
| 23. | Mario Gomez            | 10. srpnja 1985.    | napad     | Bayern München   | 189    |
| T   | Joachim Löw            | 3. veljače 1960.    | izbornik  | Njemačka         |        |

### Australija
- Preuzeto 13. lipnja 2010. sa službenih stranica FIFA-e  Arhivirana inačica izvorne stranice od 7. lipnja 2010. (Wayback Machine)

| Br. | Ime                | Datum rođenja      | Pozicija  | Klub                      | Visina |
| --- | ------------------ | ------------------ | --------- | ------------------------- | ------ |
| 1.  | Mark Schwarzer     | 6. listopada 1972. | vratar    | Fulham                    | 196    |
| 2.  | Lucas Neill        | 9. ožujka 1978.    | obrana    | Galatasaray (TUR)         | 185    |
| 3.  | Craig Moore        | 12. prosinca 1975. | obrana    | no club affiliation (UNK) | 186    |
| 4.  | Tim Cahill         | 6. prosinca 1979.  | napad     | Everton                   | 180    |
| 5.  | Jason Culina       | 5. kolovoza 1980.  | vezni red | Gold Coast United (AUS)   | 175    |
| 6.  | Michael Beauchamp  | 8. ožujka 1981.    | obrana    | Al Jazira (UAE)           | 191    |
| 7.  | Brett Emerton      | 22. veljače 1979.  | vezni red | Blackburn Rovers          | 185    |
| 8.  | Luke Wilkshire     | 2. listopada 1981. | obrana    | Dinamo Moskva             | 177    |
| 9.  | Joshua Kennedy     | 20. kolovoza 1982. | napad     | Nagoya Grampus Eight      | 192    |
| 10. | Harry Kewell       | 22. rujna 1978.    | napad     | Galatasaray (TUR)         | 183    |
| 11. | Scott Chipperfield | 30. prosinca 1975. | obrana    | Basel (SUI)               | 180    |
| 12. | Adam Federici      | 31. siječnja 1985. | vratar    | Reading (ENG)             | 188    |
| 13. | Vince Grella       | 5. listopada 1979. | vezni red | Blackburn Rovers          | 183    |
| 14. | Brett Holman       | 27. ožujka 1984.   | napad     | AZ Alkmaar                | 176    |
| 15. | Mile Jedinak       | 3. kolovoza 1984.  | vezni red | Antalyaspor (TUR)         | 188    |
| 16. | Carl Valeri        | 14. kolovoza 1984. | vezni red | Sassuolo                  | 180    |
| 17. | Nikita Rukavytsya  | 22. lipnja 1987.   | napad     | Twente Enschede           | 183    |
| 18. | Eugene Galekovic   | 12. lipnja 1981.   | vratar    | Adelaide Utd. (AUS)       | 186    |
| 19. | Richard Garcia     | 4. rujna 1981.     | napad     | Hull City                 | 180    |
| 20. | Mark Milligan      | 4. kolovoza 1985.  | obrana    | JEF United Ichihara       | 178    |
| 21. | David Carney       | 30. studenog 1983. | obrana    | Twente Enschede           | 181    |
| 22. | Dario Vidosic      | 8. travnja 198.    | vezni red | MSV Duisburg              | 185    |
| 23. | Marco Bresciano    | 11. veljače 1980.  | napad     | Palermo                   | 182    |
| T   | Pim Verbeek        | 12. ožujka 1956.   | izbornik  | Nizozemska                |        |

### Srbija
- Preuzeto 13. lipnja 2010. sa službenih stranica FIFA-e  Arhivirana inačica izvorne stranice od 7. lipnja 2010. (Wayback Machine)

| Br. | Ime                | Datum rođenja       | Pozicija  | Klub                     | Visina |
| --- | ------------------ | ------------------- | --------- | ------------------------ | ------ |
| 1.  | Vladimir Stojković | 28. srpnja 1983.    | vratar    | Wigan                    | 195    |
| 2.  | Antonio Rukavina   | 26. siječnja 1984.  | obrana    | TSV 1860 München         | 177    |
| 3.  | Aleksandar Kolarov | 10. studenog 1985.  | obrana    | Lazio                    | 187    |
| 4.  | Gojko Kačar        | 26. siječnja 1987.  | vezni red | Hertha Berlin            | 185    |
| 5.  | Nemanja Vidić      | 21. listopada 1981. | obrana    | Manchester United        | 185    |
| 6.  | Branislav Ivanović | 22. veljače 1984.   | obrana    | Chelsea                  | 188    |
| 7.  | Zoran Tošić        | 28. travnja 1987.   | vezni red | 1. FC Köln               | 171    |
| 8.  | Danko Lazović      | 17. svibnja 1983.   | napad     | Zenit St Petersburg      | 185    |
| 9.  | Marko Pantelić     | 15. rujna 1978.     | napad     | Ajax                     | 181    |
| 10. | Dejan Stanković    | 11. rujna 1978.     | vezni red | Inter                    | 181    |
| 11. | Nenad Milijaš      | 30. travnja 1983.   | vezni red | Wolverhampton            | 182    |
| 12. | Bojan Isailović    | 25. ožujka 1980.    | vratar    | Zaglebie Lubin (POL)     | 192    |
| 13. | Aleksandar Luković | 23. listopada 1982. | obrana    | Udinese                  | 184    |
| 14. | Milan Jovanović    | 18. travnja 1981.   | vezni red | Standard Liège           | 183    |
| 15. | Nikola Žigić       | 25. rujna 1980.     | napad     | Valencia                 | 202    |
| 16. | Ivan Obradović     | 25. srpnja 1988.    | obrana    | Zaragoza                 | 181    |
| 17. | Miloš Krasić       | 1. studnog 1984.    | vezni red | CSKA Moskva              | 185    |
| 18. | Miloš Ninković     | 25. prosinca 1984.  | vezni red | Dynamo Kyiv (UKR)        | 179    |
| 19. | Radosav Petrović   | 8. ožujka 1989.     | vezni red | Partizan (SRB)           | 193    |
| 20. | Neven Subotić      | 10. prosinca 1988.  | obrana    | Borussia Dortmund        | 193    |
| 21. | Dragan Mrđa        | 23. siječnja 1984.  | napad     | Vojvodina Novi Sad (SRB) | 187    |
| 22. | Zdravko Kuzmanović | 22. rujna 1987.     | vezni red | VfB Stuttgart            | 187    |
| 23. | Anđelko Đuričić    | 21. studenog 1980.  | vratar    | Leiria                   | 194    |
| T   | Radomir Antić      | 22. studenog 1948.  | izbornik  | Srbija                   |        |

### Gana
- Preuzeto 13. lipnja 2010. sa službenih stranica FIFA-e  Arhivirana inačica izvorne stranice od 15. lipnja 2010. (Wayback Machine)

| Br. | Ime                  | Datum rođenja       | Pozicija  | Klub                 | Visina |
| --- | -------------------- | ------------------- | --------- | -------------------- | ------ |
| 1.  | Daniel Agyei         | 10. studenog 1989.  | vratar    | Liberty (GHA)        | 186    |
| 2.  | Hans Sarpei          | 28. lipnja 1976.    | obrana    | Bayer Leverkusen     | 178    |
| 3.  | Asamoah Gyan         | 22. studenog 1985.  | napad     | Rennes (FRA)         | 186    |
| 4.  | John Pantsil         | 15. lipnja 1981.    | obrana    | Fulham               | 178    |
| 5.  | John Mensah          | 29. studenog 1982.  | obrana    | Sunderland (ENG)     | 177    |
| 6.  | Anthony Annan        | 21. srpnja 1986.    | vezni red | Rosenborg (NOR)      | 171    |
| 7.  | Samuel Inkoom        | 1. lipnja 1989.     | obrana    | Basel (SUI)          | 179    |
| 8.  | Jonathan Mensah      | 13. srpnja 1990.    | obrana    | Free State Stars     | 182    |
| 9.  | Derek Boateng        | 2. svibnja 1983.    | vezni red | Getafe               | 185    |
| 10. | Stephen Appiah       | 24. prosinca 1980.  | vezni red | Bologna              | 178    |
| 11. | Sulley Muntari       | 27. kolovoza 1984.  | vezni red | Inter                | 180    |
| 12. | Prince Tagoe         | 9. studenog 1986.   | napad     | Hoffenheim           | 179    |
| 13. | Andre Ayew           | 17. prosinca 1989.  | vezni red | Arles (FRA)          | 175    |
| 14. | Matthew Amoah        | 24. listopada 1980. | napad     | NAC Breda            | 175    |
| 15. | Isaac Vorsah         | 21. lipnja 1988.    | obrana    | Hoffenheim           | 180    |
| 16. | Stephen Ahorlu       | 5. rujna 1988.      | vratar    | Heart of Lions (GHA) | 179    |
| 17. | Ibrahim Ayen         | 16. travnja 1988.   | obrana    | Zamalek (EGY)        | 176    |
| 18. | Dominic Adiyiah      | 29. studenog 1989.  | napad     | AC Milan             | 170    |
| 19. | Lee Addy             | 7. srpnja 1990.     | obrana    | Bechem Chelsea (GHA) | 178    |
| 20. | Quincy Owusu-Abeyie  | 15. travnja 1986.   | napad     | Al Sadd (QAT)        | 180    |
| 21. | Kwadwo Asamoah       | 9. prosinca 1988.   | vezni red | Udinese              | 168    |
| 22. | Richard Kingston     | 13. lipnja 1978.    | vratar    | Wigan                | 182    |
| 23. | Kevin Prince Baoteng | 6. ožujka 1987.     | napad     | Portsmouth           | 182    |
| T   | Milovan Rajevac      | 2. siječnja 1954.   | izbornik  | Srbija               |        |

## Skupina E

### Nizozemska
- Preuzeto 13. lipnja 2010. sa službenih stranica FIFA-e  Arhivirana inačica izvorne stranice od 15. lipnja 2010. (Wayback Machine)

| Br. | Ime                      | Datum rođenja       | Pozicija  | Klub            | Visina |
| --- | ------------------------ | ------------------- | --------- | --------------- | ------ |
| 1.  | Maarten Stekelenburg     | 22. rujna 1982.     | vratar    | Ajax            | 197    |
| 2.  | Gregory van der Wiel     | 3. veljače 1988.    | obrana    | Ajax            | 180    |
| 3.  | John Heitinga            | 15. studenog 1983.  | obrana    | Everton         | 182    |
| 4.  | Joris Mathijsen          | 5. travnja 1980.    | obrana    | Hamburger SV    | 182    |
| 5.  | Giovanni van Bronckhorst | 5. veljače 1975.    | obrana    | Feyenoord       | 176    |
| 6.  | Mark van Bommel          | 22. travnja 1977.   | vezni red | Bayern München  | 187    |
| 7.  | Dirk Kuyt                | 22. srpnja 1980.    | napad     | Liverpool       | 183    |
| 8.  | Nigel de Jong            | 30. studenog 1984.  | vezni red | Manchester City | 174    |
| 9.  | Robin van Persie         | 6. kolovoza 1983.   | napad     | Arsenal         | 184    |
| 10. | Wesley Sneijder          | 9. lipnja 1984.     | vezni red | Inter           | 170    |
| 11. | Arjen Robben             | 23. siječnja 1984.  | napad     | Bayern München  | 180    |
| 12. | Khalid Boulahrouz        | 28. prosinca 1981.  | obrana    | VfB Stuttgart   | 184    |
| 13. | Andre Ooijer             | 11. srpnja 1974.    | obrana    | PSV Eindhoven   | 184    |
| 14. | Demy de Zeeuw            | 26. svibnja 1983.   | vezni red | Ajax            | 174    |
| 15. | Edson Braafheid          | 8. travnja 1983.    | obrana    | Celtic (SCO)    | 174    |
| 16. | Michel Vorm              | 20. listopada 1983. | vratar    | Utrecht         | 182    |
| 17. | Eljero Elia              | 13. veljače 1987.   | napad     | Hamburger SV    | 177    |
| 18. | Stijn Schaars            | 11. siječnja 1984.  | vezni red | AZ Alkmaar      | 178    |
| 19. | Ryan Babel               | 19. prosinca 1986.  | napad     | Liverpool       | 185    |
| 20. | Ibrahim Afellay          | 2. travnja 1986.    | vezni red | PSV Eindhoven   | 184    |
| 21. | Klaas Jan Huntelaar      | 12. kolovoza 1983.  | napad     | AC Milan        | 185    |
| 22. | Sander Boschker          | 20. listopada 1970. | vratar    | Twente Enschede | 185    |
| 23. | Rafael van der Vaart     | 11. veljače 1983.   | vezni red | Real Madrid     | 178    |
| T   | Bert Marwijk             | 19. svibnja 1952.   | izbornik  | Nizozemska      |        |

### Danska
- Preuzeto 13. lipnja 2010. sa službenih stranica FIFA-e  Arhivirana inačica izvorne stranice od 7. lipnja 2010. (Wayback Machine)

| Br. | Ime                 | Datum rođenja       | Pozicija  | Klub             | Visina |
| --- | ------------------- | ------------------- | --------- | ---------------- | ------ |
| 1.  | Thomas Sorensen     | 12. lipnja 1976.    | vratar    | Stoke City (ENG) | 185    |
| 2.  | Christian Poulsen   | 28. veljače 1980.   | vezni red | Juventus         | 182    |
| 3.  | Simon Kjaer         | 26. ožujka 1989.    | obrana    | Palermo          | 191    |
| 4.  | Daniel Agger        | 12. prosinca 1984.  | obrana    | Liverpool        | 188    |
| 5.  | William Kvist       | 24. veljače 1985.   | vezni red | Copenhagen (DEN) | 185    |
| 6.  | Lars Jacobsen       | 20. rujna 1979.     | obrana    | Blackburn Rovers | 184    |
| 7.  | Daniel Jensen       | 25. lipnja 1979.    | vezni red | Werder Bremen    | 180    |
| 8.  | Jesper Gronkjaer    | 12. kolovoza 1977.  | napad     | Copenhagen (DEN) | 187    |
| 9.  | Jon Dahl Tomasson   | 29. kolovoza 1976.  | napad     | Feyenoord        | 182    |
| 10. | Martin Jorgensen    | 6. listopada 1975.  | vezni red | AGF Aarhus (DEN) | 180    |
| 11. | Nicklas Bendtner    | 16. siječnja 1988.  | napad     | Arsenal          | 194    |
| 12. | Thomas Kahlenberg   | 20. ožujka 1983.    | vezni red | Wolfsburg        | 185    |
| 13. | Per Kroldrup        | 31. srpnja 1979.    | obrana    | Fiorentina       | 194    |
| 14. | Jakob Poulsen       | 7. srpnja 1983.     | vezni red | AGF Aarhus (DEN) | 185    |
| 15. | Simon Poulsen       | 7. travnja 1984.    | obrana    | AZ Alkmaar       | 187    |
| 16. | Stephan Andersen    | 26. studenog 1981.  | vratar    | Brondby (DEN)    | 188    |
| 17. | Mikkel Beckmann     | 24. listopada 1983. | napad     | Randers (DEN)    | 178    |
| 18. | Soren Larsen        | 6. rujna 1981.      | napad     | MSV Duisburg     | 194    |
| 19. | Dennis Rommedahl    | 22. srpnja 1978.    | napad     | Ajax             | 178    |
| 20. | Thomas Enevoldsen   | 27. srpnja 1987.    | vezni red | Groningen        | 182    |
| 21. | Christian Eriksen   | 14. veljače 1992.   | vezni red | Ajax             | 181    |
| 22. | Jesper Christiansen | 24. travnja 1978.   | vratar    | Copenhagen (DEN) | 192    |
| 23. | Patrick Mtiliga     | 28. siječnja 1981.  | obrana    | Malaga           | 170    |
| T   | Morten Olsen        | 14. kolovoza 1949.  | izbornik  | Danska           |        |

### Japan
- Preuzeto 13. lipnja 2010. sa službenih stranica FIFA-e  Arhivirana inačica izvorne stranice od 7. lipnja 2010. (Wayback Machine)

| Br. | Ime                  | Datum rođenja       | Pozicija  | Klub                     | Visina |
| --- | -------------------- | ------------------- | --------- | ------------------------ | ------ |
| 1.  | Seigo Narazaki       | 15. travnja 1976.   | vratar    | Nagoya Grampus Eight     | 187    |
| 2.  | Yuki Abe             | 6. rujna 1981.      | vezni red | Urawa Reds Diamonds      | 177    |
| 3.  | Yuichi Komano        | 25. srpnja 1981.    | obrana    | Júbilo Iwata             | 172    |
| 4.  | Marcus Tulio Tanaka  | 24. travnja 1981.   | obrana    | Nagoya Grampus Eight     | 185    |
| 5.  | Yuto Nagatomo        | 12. rujna 1986.     | obrana    | FC Tokyo                 | 170    |
| 6.  | Atsuto Uchida        | 27. ožujka 1988.    | obrana    | Kashima Antlers          | 176    |
| 7.  | Yasuhito Endo        | 28. siječnja 1980.  | vezni red | Gamba Osaka (JPN)        | 178    |
| 8.  | Daisuke Matsui       | 11. svibnja 1981.   | vezni red | Grenoble                 | 175    |
| 9.  | Shinji Okazaki       | 16. travnja 1986.   | napad     | Shimizu S-Pulse (JPN)    | 174    |
| 10. | Shunsuke Nakamura    | 24. lipnja 1978.    | vezni red | Yokohama F Marinos (JPN) | 178    |
| 11. | Keiji Tamada         | 11. travnja 1980.   | napad     | Nagoya Grampus Eight     | 173    |
| 12. | Kisho Yano           | 5. travnja 1984.    | napad     | Albirex Niigata (JPN)    | 185    |
| 13. | Daiki Iwamasa        | 30. siječnja 1982.  | obrana    | Kashima Antlers          | 187    |
| 14. | Kengo Nakamura       | 31. listopada 1980. | vezni red | Kawasaki Frontale        | 175    |
| 15. | Yasuyuki Konno       | 25. siječnja 1983.  | obrana    | FC Tokyo (JPN)           | 178    |
| 16. | Yoshito Okubo        | 9. lipnja 1982.     | napad     | Vissel Kobe (JPN)        | 170    |
| 17. | Makoto Hasebe        | 18. siječnja 1984.  | vezni red | Wolfsburg                | 177    |
| 18. | Keisuke Honda        | 13. lipnja 1986.    | vezni red | CSKA Moskva              | 182    |
| 19. | Takayuki Morimoto    | 7. svibnja 1988.    | napad     | Catania                  | 180    |
| 20. | Junichi Inamoto      | 18. rujna 1979.     | vezni red | Kawasaki Frontale        | 181    |
| 21. | Eiji Kawashima       | 20. ožujka 1983.    | vratar    | Kawasaki Frontale        | 185    |
| 22. | Yuji Nakazana        | 25. veljače 1978.   | obrana    | Yokohama F Marinos (JPN) | 187    |
| 23. | Yoshikatsu Kawaguchi | 15. kolovoza 1975.  | vratar    | Júbilo Iwata             | 180    |
| T   | Takeshi Okada        | 25. kolovoza 1956.  | izbornik  | Japan                    |        |

### Kamerun
- Preuzeto 13. lipnja 2010. sa službenih stranica FIFA-e  Arhivirana inačica izvorne stranice od 7. lipnja 2010. (Wayback Machine)

| Br. | Ime                 | Datum rođenja      | Pozicija  | Klub                | Visina |
| --- | ------------------- | ------------------ | --------- | ------------------- | ------ |
| 1.  | Idriss Kameni       | 18. veljače 1984.  | vratar    | Espanyol            | 185    |
| 2.  | Benoit Assou-Ekotto | 24. ožujka 1984.   | obrana    | Tottenham Hotspur   | 178    |
| 3.  | Nicolas Nkoulou     | 27. ožujka 1990.   | obrana    | Monaco              | 185    |
| 4.  | Rigobert Song       | 1. srpnja 1976.    | obrana    | Trabzonspor (TUR)   | 185    |
| 5.  | Sebastien Bassong   | 9. srpnja 1986.    | obrana    | Tottenham Hotspur   | 187    |
| 6.  | Alexandre Song      | 9. rujna 1987.     | vezni red | Arsenal             | 183    |
| 7.  | Landry Nguemo       | 28. studenog 1985. | vezni red | Celtic (SCO)        | 172    |
| 8.  | Geremi              | 20. prosinca 1978. | obrana    | Ankaragucu (TUR)    | 177    |
| 9.  | Samuel Etoo         | 10. ožujka 1981.   | napad     | Inter               | 178    |
| 10. | Achille Emana       | 5. lipnja 1982.    | napad     | Betis Sevilla (ESP) | 180    |
| 11. | Jean Makoun         | 29. svibnja 1983.  | vezni red | Lyon                | 170    |
| 12. | Gaetan Bong         | 25. travnja 1988.  | obrana    | Valenciennes        | 183    |
| 13. | Eric Choupo Moting  | 23. ožujka 1989.   | napad     | 1. FC Nürnberg      | 190    |
| 14. | Aurelien Chedjou    | 20. lipnja 1985.   | obrana    | Lille (FRA)         | 185    |
| 15. | Pierre Webo         | 20. siječnja 1982. | napad     | Mallorca (ESP)      | 180    |
| 16. | Hamidou Souleymanou | 22. studenog 1973. | vratar    | Kayserispor (TUR)   | 187    |
| 17. | Mohamadou Idrissou  | 8. ožujka 1980.    | napad     | SC Freiburg         | 190    |
| 18. | Eyong Enoh          | 23. ožujka 1986.   | vezni red | Ajax                | 180    |
| 19. | Stephane Mbia       | 20. svibnja 1986.  | obrana    | Marseille           | 190    |
| 20. | Georges Mandjeck    | 9. prosinca 1988.  | vezni red | Kaiserslautern      | 181    |
| 21. | Joel Matip          | 8. kolovoza 1991.  | vezni red | Schalke 04          | 194    |
| 22. | Guy Ndy             | 28. veljače 1986.  | vratar    | Valenciennes        | 185    |
| 23. | Vincent Aboubakar   | 22. siječnja 1992. | napad     | Coton Sport (CMR)   | 176    |
| T   | Paul le Guen        | 1. ožujka 1964.    | izbornik  | Francuska           |        |

## Skupna F

### Italija
- Preuzeto 13. lipnja 2010. sa službenih stranica FIFA-e  Arhivirana inačica izvorne stranice od 7. lipnja 2010. (Wayback Machine)

| Br. | Ime                 | Datum rođenja       | Pozicija  | Klub       | Visina |
| --- | ------------------- | ------------------- | --------- | ---------- | ------ |
| 1.  | Gianluigi Buffon    | 28. siječnja 1978.  | vratar    | Juventus   | 190    |
| 2.  | Christian Maggio    | 11. veljače 1982.   | obrana    | Napoli     | 184    |
| 3.  | Domenico Criscito   | 30. prosinca 1986.  | obrana    | Genoa      | 175    |
| 4.  | Giorgio Chellini    | 14. kolovoza 1984.  | obrana    | Juventus   | 192    |
| 5.  | Fabio Cannavaro     | 19. rujna 1973.     | obrana    | Juventus   | 175    |
| 6.  | Daniele De Rossi    | 24. srpnja 1983.    | vezni red | AS Roma    | 182    |
| 7.  | Simone Pepe         | 30. kolovoza 1983.  | vezni red | Udinese    | 179    |
| 8.  | Gennaro Gattuso     | 9. siječnja 1978.   | vezni red | AC Milan   | 177    |
| 9.  | Vincenzo Iaquinta   | 21. studenog 1979   | napad     | Juventus   | 186    |
| 10. | Antonio Di Natale   | 13. listopada 1977. | napad     | Udinese    | 170    |
| 11. | Alberto Gilardino   | 5. srpnja 1982.     | napad     | Fiorentina | 184    |
| 12. | Federico Marcheti   | 7. ožujka 1983.     | vratar    | Cagliari   | 188    |
| 13. | Salvatore Bocchetti | 30. studenog 1986.  | obrana    | Genoa      | 178    |
| 14. | Morgan De Sanctis   | 26. ožujka 1977.    | vratar    | Napoli     | 190    |
| 15. | Claudio Marchisio   | 19. siječnja 1986.  | vezni red | Juventus   | 179    |
| 16. | Mauro Camoranesi    | 4. listopada 1976.  | vezni red | Juventus   | 174    |
| 17. | Angelo Palombo      | 25. rujna 1981.     | vezni red | Sampdoria  | 177    |
| 18. | Fabio Quagliarella  | 31. siječnja 1983.  | napad     | Napoli     | 180    |
| 19. | Gianluca Zambrotta  | 19. veljače 1977.   | obrana    | AC Milan   | 181    |
| 20. | Giampaolo Pazzini   | 2. kolovoza 1984.   | napad     | Sampdoria  | 180    |
| 21. | Andrea Pirlo        | 19. svibnja 1979.   | vezni red | AC Milan   | 177    |
| 22. | Riccardo Montolivo  | 18. siječnja 1985.  | vezni red | Fiorentina | 181    |
| 23. | Leonardo Bonucci    | 1. svibnja 1987.    | obrana    | Bari       | 190    |
| T   | Marcello Lippi      | 12. travnja 1948.   | izbornik  | Italija    |        |

### Paragvaj
- Preuzeto 13. lipnja 2010. sa službenih stranica FIFA-e  Arhivirana inačica izvorne stranice od 8. lipnja 2010. (Wayback Machine)

| Br. | Ime                 | Datum rođenja       | Pozicija  | Klub                         | Visina |
| --- | ------------------- | ------------------- | --------- | ---------------------------- | ------ |
| 1.  | Justo Villar        | 1977-06-30          | vratar    | Valladolid (ESP)             | 180    |
| 2.  | Dario Veron         | 26. srpnja 1979.    | obrana    | Pumas UNAM (MEX)             | 181    |
| 3.  | Claudio Morel       | 2. veljače 1978.    | obrana    | Boca Juniors                 | 175    |
| 4.  | Denis Caniza        | 29. kolovoza 1974.  | obrana    | Leon (MEX)                   | 174    |
| 5.  | Julio Cesar Caceres | 5. listopada 1979.  | obrana    | Atletico Mineiro (BRA)       | 181    |
| 6.  | Carlos Bonet        | 2. listopada 1977.  | vezni red | Olimpia Asuncion (PAR)       | 176    |
| 7.  | Oscar Cardozo       | 20. svibnja 1983.   | napad     | Benfica                      | 192    |
| 8.  | Edgar Brreto        | 15. srpnja 1984.    | vezni red | Atalanta                     | 178    |
| 9.  | Roque Santa Cruz    | 16. kolovoza 1981.  | napad     | Manchester City              | 191    |
| 10. | Edgar Benitez       | 8. studenog 1987.   | napad     | Pachuca (MEX)                | 176    |
| 11. | Jonathan Santana    | 19. listopada 1981. | vezni red | Wolfsburg                    | 181    |
| 12. | Diego Barreto       | 16. srpnja 1981.    | vratar    | Cerro Porteno (PAR)          | 182    |
| 13. | Enrique Vera        | 10. ožujka 1979.    | vezni red | Liga de Quito (ECU)          | 178    |
| 14. | Paulo Da Silva      | 1. veljače 1980.    | obrana    | Sunderland (ENG)             | 184    |
| 15. | Victor Caceres      | 25. ožujka 1985.    | vezni red | Libertad (PAR)               | 186    |
| 16. | Cristian Riveros    | 16. listopada 1982. | vezni red | Cruz Azul (MEX)              | 179    |
| 17. | Aureliano Torres    | 16. lipnja 1982.    | obrana    | Boca Juniors                 | 178    |
| 18. | Nelson Valdez       | 28. studenog 1983.  | napad     | Borussia Dortmund            | 178    |
| 19. | Lucas Barrios       | 13. studenog 1984.  | napad     | Borussia Dortmund            | 187    |
| 20. | Nestor Ortigoza     | 7. listopada 1984.  | vezni red | Argentinos Juniors           | 180    |
| 21. | Antolin Alcaraz     | 30. srpnja 1982.    | obrana    | Club Brugge                  | 184    |
| 22. | Aldo Bobadilla      | 20. travnja 1976.   | vratar    | Independiente Medellin (COL) | 192    |
| 23. | Rodolfo Gamarra     | 10. prosinca 1988.  | napad     | Libertad (PAR)               | 168    |
| T   | Gerardo Martino     | 20. studenog 1962.  | izbornik  | Argentina                    |        |

### Novi Zeland
- Preuzeto 13. lipnja 2010. sa službenih stranica FIFA-e  Arhivirana inačica izvorne stranice od 16. lipnja 2010. (Wayback Machine)

| Br. | Ime                | Datum rođenja       | Pozicija  | Klub                        | Visina |
| --- | ------------------ | ------------------- | --------- | --------------------------- | ------ |
| 1.  | Mark Paston        | 13. prosinca 1976.  | vratar    | Wellington Phoenix (NZL)    | 195    |
| 2.  | Ben Sigmund        | 3. veljače 1981.    | obrana    | Wellington Phoenix (NZL)    | 187    |
| 3.  | Tony Lochhead      | 12. siječnja 1982.  | obrana    | Wellington Phoenix (NZL)    | 183    |
| 4.  | Winston Reid       | 3. srpnja 1988.     | obrana    | Midtjylland (DEN)           | 190    |
| 5.  | Ivan Vincelich     | 3. rujna 1976.      | obrana    | Auckland City (NZL)         | 193    |
| 6.  | Ryan Nelsen        | 18. listopada 1977. | obrana    | Blackburn Rovers            | 185    |
| 7.  | Simon Elliott      | 10. lipnja 1974.    | vezni red | no club affiliation (UNK)   | 180    |
| 8.  | Tim Brown          | 6. ožujka 1981.     | vezni red | Wellington Phoenix (NZL)    | 185    |
| 9.  | Shane Smeltz       | 29. rujna 1981.     | napad     | Gold Coast United (AUS)     | 184    |
| 10. | Chris Killen       | 8. listopada 1981.  | napad     | Middlesbrough (ENG)         | 188    |
| 11. | Leo Bertos         | 20. prosinca 1981.  | vezni red | Wellington Phoenix (NZL)    | 177    |
| 12. | Glen Moss          | 19. siječnja 1983.  | vratar    | Melbourne Victory (AUS)     | 188    |
| 13. | Andy Barron        | 24. prosinca 1980.  | vezni red | Team Wellington (NZL)       | 178    |
| 14. | Rory Fallon        | 20. ožujka 1982.    | napad     | Plymouth Argyle (ENG)       | 191    |
| 15. | Michael McGlinchey | 7. siječnja 1987.   | vezni red | Motherwell (SCO)            | 173    |
| 16. | Aaron Clapham      | 15. siječnja 1987.  | vezni red | Canterbury Utd. (NZL)       | 172    |
| 17. | Dave Mulligan      | 24. ožujka 1982.    | vezni red | no club affiliation (UNK)   | 173    |
| 18. | Andy Boyens        | 18. rujna 1983.     | obrana    | New York Red Bulls (USA)    | 192    |
| 19. | Tommy Smith        | 31. ožujka 1990.    | obrana    | Ipswich Town (ENG)          | 187    |
| 20. | Chris Wood         | 7. prosinca 1991.   | napad     | West Bromwich Albion        | 191    |
| 21. | Jeremy Christie    | 22. svibnja 1983.   | vezni red | Tampa Bay (USA)             | 180    |
| 22. | Jeremy Brockie     | 7. listopada 1987.  | napad     | North Queensland Fury (AUS) | 182    |
| 23. | James Bannatyne    | 30. lipnja 1975.    | vratar    | Team Wellington (NZL)       | 195    |
| T   | Ricki Herbert      | 10. travnja 1961.   | izbornik  | Njemačka                    |        |

### Slovačka
- Preuzeto 13. lipnja 2010. sa službenih stranica FIFA-e  Arhivirana inačica izvorne stranice od 8. lipnja 2010. (Wayback Machine)

| Br. | Ime               | Datum rođenja       | Pozicija  | Klub                    | Visina |
| --- | ----------------- | ------------------- | --------- | ----------------------- | ------ |
| 1.  | Jan Mucha         | 5. prosinca 1982.   | vratar    | Legia Warsaw (POL)      | 189    |
| 2.  | Peter Pekarnik    | 30. listopada 1986. | obrana    | Wolfsburg               | 176    |
| 3.  | Martin Skrtel     | 15. prosinca 1984.  | obrana    | Liverpool               | 188    |
| 4.  | Marek Cech        | 26. siječnja 1983.  | obrana    | West Bromwich Albion    | 181    |
| 5.  | Radoslav Zabavnik | 16. rujna 1980.     | obrana    | Mainz 05                | 180    |
| 6.  | Zdenko Strba      | 9. lipnja 1976.     | vezni red | Xanthi                  | 187    |
| 7.  | Vladimir Weiss    | 30. studenog 1989.  | vezni red | Manchester City         | 176    |
| 8.  | Jan Kozak         | 22. travnja 1980.   | vezni red | Timisoara (ROU)         | 192    |
| 9.  | Stanislav Sestak  | 16. prosinca 1982.  | napad     | Bochum                  | 178    |
| 10. | Marek Sapara      | 31. srpnja 1982.    | vezni red | Ankaragucu (TUR)        | 176    |
| 11. | Robert Vittek     | 1. travnja 1982.    | napad     | Ankaragucu (TUR)        | 188    |
| 12. | Dusan Pernis      | 28. studenog 1984.  | vratar    | Dundee Utd. (SCO)       | 190    |
| 13. | Filip Holosko     | 17. siječnja 1984.  | napad     | Besiktas (TUR)          | 186    |
| 14. | Martin Jakubko    | 26. veljače 1980.   | napad     | FK Moskva               | 193    |
| 15. | Miroslav Stoch    | 19. listopada 1989. | vezni red | Twente Enschede         | 168    |
| 16. | Jan Durica        | 10. prosinca 1981.  | obrana    | Hannover 96             | 187    |
| 17. | Marek Hamsik      | 27. srpnja 1987.    | vezni red | Napoli                  | 184    |
| 18. | Erik Jendrisek    | 26. listopada 1986. | napad     | Kaiserslautern          | 176    |
| 19. | Juraj Kucka       | 26. veljače 1987.   | vezni red | Sparta Prague (CZE)     | 186    |
| 20. | Kamil Kopunek     | 18. svibnja 1984.   | vezni red | Spartak Trnava (SVK)    | 180    |
| 21. | Kornel Salata     | 24. siječnja 1985.  | obrana    | Slovan Bratislava (SVK) | 190    |
| 22. | Martin Petras     | 2. veljače 1979.    | obrana    | Cesena                  | 187    |
| 23. | Dusan Kuciak      | 21. svibnja 1985.   | vratar    | Vaslui (ROU)            | 195    |
| T   | Vladimir Weiss    | 22. rujna 1964.     | izbornik  | Slovačka                |        |

## Skupna G

### Brazil
- Preuzeto 13. lipnja 2010. sa službenih stranica FIFA-e  Arhivirana inačica izvorne stranice od 7. lipnja 2010. (Wayback Machine)

| Br. | Ime            | Datum rođenja       | Pozicija  | Klub              | Visina |
| --- | -------------- | ------------------- | --------- | ----------------- | ------ |
| 1.  | Julio Cesar    | 3. rujna 1979.      | vratar    | Inter             | 186    |
| 2.  | Maicon         | 26. srpnja 1981.    | obrana    | Inter             | 186    |
| 3.  | Lucio          | 8. svibnja 1978.    | obrana    | Inter             | 188    |
| 4.  | Juan           | 1. veljače 1979.    | obrana    | AS Roma           | 182    |
| 5.  | Felipe Melo    | 26. lipnja 1983.    | vezni red | Juventus          | 183    |
| 6.  | Michel Bastos  | 2. kolovoza 1983.   | obrana    | Lyon              | 179    |
| 7.  | Elano          | 14. lipnja 1981.    | vezni red | Galatasaray (TUR) | 174    |
| 8.  | Gilberto Silva | 7. listopada 1976.  | vezni red | Panathinaikos     | 184    |
| 9.  | Luis Fabiano   | 8. studenog 1980.   | napad     | Sevilla FC        | 186    |
| 10. | Kaka           | 22. travnja 1982.   | vezni red | Real Madrid       | 186    |
| 11. | Robinho        | 25. siječnja 1984.  | napad     | Santos (BRA)      | 175    |
| 12. | Gomes          | 15. veljače 1981.   | vratar    | Tottenham Hotspur | 191    |
| 13. | Dani Alves     | 6. svibnja 1983.    | obrana    | Barcelona         | 173    |
| 14. | Luisao         | 13. veljače 1981.   | obrana    | Benfica           | 193    |
| 15. | Thiago Silva   | 22. rujna 1984.     | obrana    | AC Milan          | 183    |
| 16. | Gilberto Melo  | 25. travnja 1976.   | obrana    | Cruzeiro (BRA)    | 180    |
| 17. | Josue          | 19. srpnja 1979.    | vezni red | Wolfsburg         | 169    |
| 18. | Ramires        | 24. ožujka 1987.    | vezni red | Benfica           | 179    |
| 19. | Julio Baptista | 1. listopada 1981.  | vezni red | AS Roma           | 185    |
| 20. | Kleberson      | 19. lipnja 1979.    | vezni red | Flamengo (BRA)    | 175    |
| 21. | Nilmar         | 14. srpnja 1984.    | napad     | Villarreal        | 180    |
| 22. | Doni           | 22. listopada 1979. | vratar    | AS Roma           | 194    |
| 23. | Grafite        | 2. travnja 1979.    | napad     | Wolfsburg         | 189    |
| T   | Dunga          | 31. listopada 1963. | izbornik  | Brazil            |        |

### Sjeverna Koreja
- Preuzeto 13. lipnja 2010. sa službenih stranica FIFA-e  Arhivirana inačica izvorne stranice od 7. lipnja 2010. (Wayback Machine)

| Br. | Ime           | Datum rođenja       | Pozicija  | Klub                 | Visina |
| --- | ------------- | ------------------- | --------- | -------------------- | ------ |
| 1.  | RI Myong Guk  | 9. rujna 1986.      | vratar    | Pyongyang City (PRK) | 187    |
| 2.  | CHA Jong Hyok | 25. rujna 1985.     | obrana    | Amrokgang (PRK)      | 178    |
| 3.  | RI Jun Il     | 24. kolovoza 1987.  | obrana    | Sobaeksu (PRK)       | 178    |
| 4.  | PAK Nam Chol  | 2. srpnja 1985.     | vezni red | April 25 (PRK)       | 172    |
| 5.  | RI Kwang Chon | 4. rujna 1985.      | obrana    | April 25 (PRK)       | 183    |
| 6.  | KIM Kum Il    | 10. listopada 1987. | vezni red | April 25 (PRK)       | 170    |
| 7.  | AN Chol Hyok  | 27. lipnja 1987.    | napad     | Rimyongsu (PRK)      | 178    |
| 8.  | JI Yun Nam    | 20. studenog 1976.  | obrana    | April 25 (PRK)       | 172    |
| 9.  | JONG Tae Se   | 2. ožujka 1984.     | napad     | Kawasaki Frontale    | 181    |
| 10. | HONG Yong Jo  | 22. svibnja 1982.   | napad     | FK Rostov            | 174    |
| 11. | MUN In Guk    | 29. rujna 1978.     | vezni red | April 25 (PRK)       | 167    |
| 12. | CHOE Kum Chol | 9. veljače 1987.    | napad     | April 25 (PRK)       | 178    |
| 13. | PAK Chol Jin  | 5. rujna 1985.      | obrana    | Amrokgang (PRK)      | 184    |
| 14. | PAK Nam Chol  | 3. listopada 1988.  | obrana    | Amrokgang (PRK)      | 183    |
| 15. | KIM Yong Jun  | 19. ožujka 1983.    | vezni red | Pyongyang City (PRK) | 182    |
| 16. | NAM Song Chol | 7. svibnja 1982.    | obrana    | April 25 (PRK)       | 178    |
| 17. | AN Yong Hak   | 25. listopada 1978. | vezni red | Omiya Ardija (JPN)   | 182    |
| 18. | KIM Myong Gil | 16. listopada 1984. | vratar    | Amrokgang (PRK)      | 181    |
| 19. | RI Chol Myong | 18. veljače 1988.   | vezni red | Pyongyang City (PRK) | 173    |
| 20. | KIM Myong Won | 15. srpnja 1983.    | vratar    | Amrokgang (PRK)      | 180    |
| 21. | RI Kwang Hyok | 17. kolovoza 1987.  | obrana    | Kyonggongop (PRK)    | 178    |
| 22. | KIM Kyong Il  | 11. prosinca 1988.  | vezni red | Rimyongsu (PRK)      | 174    |
| 23. | PAK Sung Hyok | 30. svibnja 1990.   | vezni red | Sobaeksu (PRK)       | 175    |
| T   | KIM Jong Hun  | 1. rujna 1956.      | izbornik  | Sjeverna Koreja      |        |

### Obala Bjelokosti
- Preuzeto 13. lipnja 2010. sa službenih stranica FIFA-e  Arhivirana inačica izvorne stranice od 7. lipnja 2010. (Wayback Machine)

| Br. | Ime                 | Datum rođenja      | Pozicija  | Klub                | Visina |
| --- | ------------------- | ------------------ | --------- | ------------------- | ------ |
| 1.  | Boubacar Barry      | 30. prosinca 1979. | vratar    | Lokeren             | 180    |
| 2.  | Brou Angoua         | 28. studenog 1986. | obrana    | Valenciennes        | 178    |
| 3.  | Arthur Boka         | 2. travnja 1983.   | obrana    | VfB Stuttgart       | 166    |
| 4.  | Kolo Touré          | 19. ožujka 1981.   | obrana    | Manchester City     | 183    |
| 5.  | Didier Zokora       | 14. prosinca 1980. | vezni red | Sevilla FC          | 183    |
| 6.  | Steve Gohouri       | 8. veljače 1981.   | obrana    | Wigan               | 187    |
| 7.  | Seydou Doumbia      | 31. prosinca 1987. | napad     | Young Boys (SUI)    | 183    |
| 8.  | Salomon Kalou       | 5. kolovoza 1985.  | napad     | Chelsea             | 175    |
| 9.  | Ismael Tiote        | 21. lipnja 1986.   | vezni red | Twente Enschede     | 175    |
| 10. | Gervinho            | 27. svibnja 1987.  | napad     | Lille (FRA)         | 179    |
| 11. | Didier Drogba       | 11. ožujka 1978.   | napad     | Chelsea             | 180    |
| 12. | Jean Jacques Gosso  | 15. ožujka 1983.   | vezni red | Monaco              | 177    |
| 13. | Romaric             | 4. lipnja 1983.    | vezni red | Sevilla FC          | 187    |
| 14. | Emmanuel Kone       | 31. prosinca 1986. | vezni red | International (ROU) | 177    |
| 15. | Aruna Dindane       | 26. studenog 1980. | napad     | Portsmouth          | 174    |
| 16. | Aristide Zogbo      | 30. prosinca 1981. | vratar    | Maccabi Netanya     | 183    |
| 17. | Siaka Tiene         | 22. veljače 1982.  | obrana    | Valenciennes        | 176    |
| 18. | Kader Keita         | 6. kolovoza 1981.  | napad     | Galatasaray (TUR)   | 184    |
| 19. | Yaya Touré          | 13. svibnja 1983.  | vezni red | Barcelona           | 189    |
| 20. | Guy Demel           | 13. lipnja 1981.   | obrana    | Hamburger SV        | 191    |
| 21. | Emmanuel Eboue      | 4. lipnja 1983.    | obrana    | Arsenal             | 178    |
| 22. | Souleymane Bamba    | 13. siječnja 1985. | obrana    | Hibernian (SCO)     | 190    |
| 23. | Daniel Yeboah       | 13. studenog 1984. | vratar    | ASEC Mimosas (CIV)  | 187    |
| T   | Sven Göran Eriksson | 5. veljače 1948.   | izbornik  | Švedska             |        |

### Portugal
- Preuzeto 13. lipnja 2010. sa službenih stranica FIFA-e  Arhivirana inačica izvorne stranice od 7. lipnja 2010. (Wayback Machine)

| Br. | Ime               | Datum rođenja       | Pozicija  | Klub                | Visina |
| --- | ----------------- | ------------------- | --------- | ------------------- | ------ |
| 1.  | Eduardo           | 19. rujna 1982.     | vratar    | Braga               | 187    |
| 2.  | Bruno Alves       | 27. studenoga 1981. | obrana    | Porto               | 187    |
| 3.  | Paulo Ferreira    | 18. siječnja 1979.  | obrana    | Chelsea             | 181    |
| 4.  | Rolando           | 31. kolovoza 1985.  | obrana    | Porto               | 189    |
| 5.  | Duda              | 27. lipnja 1980.    | obrana    | Malaga              | 175    |
| 6.  | Ricardo Carvalho  | 18. svibnja 1978.   | obrana    | Chelsea             | 183    |
| 7.  | Cristiano Ronaldo | 5. veljače 1985.    | napad     | Real Madrid         | 185    |
| 8.  | Pedro Mendes      | 26. veljače 1979.   | vezni red | Sporting Lisbon     | 177    |
| 9.  | Liedson           | 17. prosinca 1977.  | napad     | Sporting Lisbon     | 173    |
| 10. | Danny             | 7. kolovoza 1983.   | napad     | Zenit St Petersburg | 179    |
| 11. | Simao             | 31. listopada 1979. | napad     | Atlético Madrid     | 170    |
| 12. | Beto              | 1. svibnja 1982.    | vratar    | Porto               | 183    |
| 13. | Miguel            | 4. siječnja 1980.   | obrana    | Valencia            | 175    |
| 14. | Miguel Veloso     | 11. svibnja 1986.   | vezni red | Sporting Lisbon     | 181    |
| 15. | Pepe              | 26. veljače 1983.   | vezni red | Real Madrid         | 186    |
| 16. | Raul Meireles     | 17. ožujka 1983.    | vezni red | Porto               | 179    |
| 17. | Nani              | 17. studenog 1986.  | napad     | Manchester United   | 175    |
| 18. | Hugo Almeida      | 23. svibnja 1984.   | napad     | Werder Bremen       | 193    |
| 19. | Tiago             | 2. svibnja 1981.    | vezni red | Atlético Madrid     | 183    |
| 20. | Deco              | 27. kolovoza 1977.  | vezni red | Chelsea             | 175    |
| 21. | Ricardo Costa     | 16. svibnja 1981.   | obrana    | Lille (FRA)         | 183    |
| 22. | Daniel Fernandes  | 25. rujna 1983.     | vratar    | Iraklis             | 194    |
| 23. | Fabio Coentrao    | 11. ožujka 1988.    | obrana    | Benfica             | 181    |
| T   | Carlos Queiroz    | 1. ožujka 1953.     | izbornik  | Portugal            |        |

## Skupina H

### Španjolska
- Preuzeto 13. lipnja 2010. sa službenih stranica FIFA-e  Arhivirana inačica izvorne stranice od 16. lipnja 2010. (Wayback Machine)

| Br. | Ime                | Datum rođenja      | Pozicija  | Klub            | Visina |
| --- | ------------------ | ------------------ | --------- | --------------- | ------ |
| 1.  | Iker Casillas      | 20. svibnja 1981.  | vratar    | Real Madrid     | 184    |
| 2.  | Raúl Albiol        | 4. rujna 1985.     | obrana    | Real Madrid     | 187    |
| 3.  | Gerard Piqué       | 2. veljače 1987.   | obrana    | Barcelona       | 192    |
| 4.  | Carlos Marchena    | 31. srpnja 1979.   | obrana    | Valencia        | 182    |
| 5.  | Carles Puyol       | 13. travnja 1978.  | obrana    | Barcelona       | 178    |
| 6.  | Andrés Iniesta     | 11. svibnja 1984.  | vezni red | Barcelona       | 170    |
| 7.  | David Villa        | 3. prosinca 1981.  | napad     | Valencia        | 175    |
| 8.  | Xavi               | 25. siječnja 1980. | vezni red | Barcelona       | 170    |
| 9.  | Fernando Torres    | 20. ožujka 1984.   | napad     | Liverpool       | 181    |
| 10. | Cesc Fàbregas      | 4. svibnja 1987.   | vezni red | Arsenal         | 175    |
| 11. | Joan Capdevilla    | 3. veljače 1978.   | obrana    | Villarreal      | 182    |
| 12. | Victor Valdés      | 14. siječnja 1982. | vratar    | Barcelona       | 183    |
| 13. | Juan Manuel Mata   | 28. travnja 1988.  | napad     | Valencia        | 174    |
| 14. | Xabi Alonso        | 25. studenog 1981. | vezni red | Real Madrid     | 183    |
| 15. | Sergio Ramos       | 30. ožujka 1986.   | obrana    | Real Madrid     | 183    |
| 16. | Sergio Busquets    | 16. srpnja 1988.   | vezni red | Barcelona       | 189    |
| 17. | Alvaro Arbeloa     | 17. siječnja 1983. | obrana    | Real Madrid     | 184    |
| 18. | Pedro              | 28. srpnja 1987.   | napad     | Barcelona       | 169    |
| 19. | Fernando Llorente  | 26. veljače 1985.  | napad     | Athletic Bilbao | 194    |
| 20. | Javier Martinez    | 2. rujna 1988.     | vezni red | Athletic Bilbao | 190    |
| 21. | David Silva        | 8. siječnja 1986.  | vezni red | Valencia        | 177    |
| 22. | Jesus Navas        | 21. studenog 1985. | napad     | Sevilla FC      | 172    |
| 23. | José Manuel Reina  | 31. kolovoza 1982. | vratar    | Liverpool       | 187    |
| T   | Vicente del Bosque | 23. prosinca 1950. | izbornik  | Španjolska      |        |

### Švicarska
- Preuzeto 13. lipnja 2010. sa službenih stranica FIFA-e  Arhivirana inačica izvorne stranice od 7. lipnja 2010. (Wayback Machine)

| Br. | Ime                  | Datum rođenja       | Pozicija  | Klub                | Visina |
| --- | -------------------- | ------------------- | --------- | ------------------- | ------ |
| 1.  | Diego Benaglio       | 8. rujna 1983.      | vratar    | Wolfsburg           | 193    |
| 2.  | Stephan Lichtsteiner | 16. siječnja 1984.  | obrana    | Lazio               | 180    |
| 3.  | Ludovic Magnin       | 20. travnja 1979.   | obrana    | FC Zurich (SUI)     | 186    |
| 4.  | Philippe Senderos    | 14. veljače 1985.   | obrana    | Everton             | 190    |
| 5.  | Steve von Bergen     | 10. lipnja 1983.    | obrana    | Hertha Berlin       | 183    |
| 6.  | Benjamin Huggel      | 7. srpnja 1977.     | vezni red | Basel (SUI)         | 190    |
| 7.  | Tranquillo Barnetta  | 22.svibnja 1985.    | vezni red | Bayer Leverkusen    | 178    |
| 8.  | Gokhan Inler         | 27. lipnja 1984.    | vezni red | Udinese             | 183    |
| 9.  | Alexander Frei       | 15. srpnja 1979.    | napad     | Basel (SUI)         | 180    |
| 10. | Blaise Nkufo         | 25. svibnja 1975.   | napad     | Twente Enschede     | 186    |
| 11. | Valon Behrami        | 19. travnja 1985.   | vezni red | West Ham Utd.       | 184    |
| 12. | Marco Woelfli        | 22. kolovoza 1982.  | vratar    | Young Boys (SUI)    | 185    |
| 13. | Stephane Grichting   | 30. ožujka 1979.    | obrana    | Auxerre (FRA)       | 186    |
| 14. | Marco Padalino       | 8. prosinca 1983.   | vezni red | Sampdoria           | 177    |
| 15. | Hakan Yakin          | 22. veljače 1977.   | vezni red | Lucerne (SUI)       | 180    |
| 16. | Gelson Fernandes     | 2. rujna 1986.      | vezni red | Saint-Etienne (FRA) | 183    |
| 17. | Reto Ziegler         | 16. siječnja 1986.  | obrana    | Sampdoria           | 183    |
| 18. | Albert Bunjaku       | 29. studenog 1983.  | napad     | 1. FC Nürnberg      | 178    |
| 19. | Eren Derdiyok        | 12. lipnja 1988.    | napad     | Bayer Leverkusen    | 190    |
| 20. | Pirmin Schwegler     | 9. ožujka 1987.     | vezni red | Eintracht Frankfurt | 178    |
| 21. | Johnny Leoni         | 30. lipnja 1984.    | vratar    | FC Zurich (SUI)     | 189    |
| 22. | Mario Eggimann       | 24. siječnja 1981.  | obrana    | Hannover 96         | 184    |
| 23. | Xherdan Shaquiri     | 10. listopada 1991. | vezni red | Basel (SUI)         | 169    |
| T   | Ottmar Hitzfeld      | 12. siječnja 1949.  | izbornik  | Njemačka            |        |

### Honduras
- Preuzeto 13. lipnja 2010. sa službenih stranica FIFA-e  Arhivirana inačica izvorne stranice od 7. lipnja 2010. (Wayback Machine)

| Br. | Ime                 | Datum rođenja       | Pozicija  | Klub                      | Visina |
| --- | ------------------- | ------------------- | --------- | ------------------------- | ------ |
| 1.  | Ricardo Canales     | 30. svibnja 1982.   | vratar    | Motagua (HON)             | 180    |
| 2.  | Osman Chavez        | 29. srpnja 1984.    | obrana    | Platense (HON)            | 187    |
| 3.  | Maynor Figueroa     | 2. svibnja 1983.    | obrana    | Wigan                     | 182    |
| 4.  | Jhony Palacios      | 20. prosinca 1986.  | obrana    | Olimpia Tegucigalpa (HON) | 182    |
| 5.  | Victor Bernardez    | 24. svibnja 1982.   | obrana    | Anderlecht                | 187    |
| 6.  | Hendry Thomas       | 23. veljače 1985.   | vezni red | Wigan                     | 180    |
| 7.  | Ramon Nunez         | 14. studenog 1985.  | vezni red | Olimpia Tegucigalpa (HON) | 169    |
| 8.  | Wilson Palacios     | 29. srpnja 1984.    | vezni red | Tottenham Hotspur         | 176    |
| 9.  | Carlos Pavon        | 9. listopada 1973.  | napad     | Real Espana (HON)         | 180    |
| 10. | Julio Cesar de Leon | 13. rujna 1979.     | vezni red | Torino                    | 170    |
| 11. | David Suazo         | 5. studenog 1979.   | napad     | Genoa                     | 183    |
| 12. | George Welcome      | 9. ožujka 1985.     | napad     | Motagua (HON)             | 192    |
| 13. | Roger Espinoza      | 25. listopada 1986. | napad     | Kansas City Wizards (USA) | 178    |
| 14. | Oscar Garcia        | 4. rujna 1984.      | obrana    | Olimpia Tegucigalpa (HON) | 176    |
| 15. | Walter Martinez     | 24. ožujka 1982.    | napad     | Marathon (HON)            | 166    |
| 16. | Mauricio Sabillon   | 11. studenog 1978.  | obrana    | Hangzhou Greentown (CHN)  | 180    |
| 17. | Edgar Alvarez       | 18. siječnja 1980.  | vezni red | Bari                      | 170    |
| 18. | Noel Valladares     | 3. svibnja 1977.    | vratar    | Olimpia Tegucigalpa (HON) | 179    |
| 19. | Danilo Turcios      | 8. svibnja 1978.    | vezni red | Olimpia Tegucigalpa (HON) | 166    |
| 20. | Amado Guevara       | 2. svibnja 1976.    | vezni red | Motagua (HON)             | 176    |
| 21. | Emilio Izaguirre    | 10. svibnja 1986.   | obrana    | Motagua (HON)             | 178    |
| 22. | Donis Escober       | 3. veljače 1981.    | vratar    | Olimpia Tegucigalpa (HON) | 180    |
| 23. | Sergio Mendoza      | 23. svibnja 1981.   | obrana    | Motagua (HON)             | 177    |
| T   | Reinaldo Rueda      | 16. travnja 1957.   | izbornik  | Kolumbija                 |        |

### Čile
- Preuzeto 13. lipnja 2010. sa službenih stranica FIFA-e  Arhivirana inačica izvorne stranice od 7. lipnja 2010. (Wayback Machine)

| Br. | Ime              | Datum rođenja       | Pozicija  | Klub                 | Visina |
| --- | ---------------- | ------------------- | --------- | -------------------- | ------ |
| 1.  | Claudio Bravo    | 13. travnja 1983.   | vratar    | Real Sociedad        | 183    |
| 2.  | Ismael Fuentes   | 4. kolovoza 1981.   | obrana    | Univ. Catolica (CHI) | 181    |
| 3.  | Waldo Ponce      | 4. prosinca 1982.   | obrana    | Univ. Catolica (CHI) | 183    |
| 4.  | Mauricio Isla    | 12. lipnja 1988.    | obrana    | Udinese              | 177    |
| 5.  | Pablo Contreras  | 11. rujna 11978.    | obrana    | PAOK                 | 178    |
| 6.  | Carlos Carmona   | 21. veljače 1987.   | vezni red | Reggina              | 179    |
| 7.  | Alexis Sanchez   | 19. prosinca 1988.  | napad     | Udinese              | 168    |
| 8.  | Arturo Vidal     | 22. svibnja 1987.   | vezni red | Bayer Leverkusen     | 178    |
| 9.  | Humberto Suazo   | 10. svibnja 1981.   | napad     | Zaragoza             | 171    |
| 10. | Jorge Valdivia   | 19. prosinca 1983.  | vezni red | Al Ain (UAE)         | 173    |
| 11. | Mark Gonzalez    | 10. srpnja 1984.    | napad     | CSKA Moskva          | 175    |
| 12. | Miguel Pinto     | 4. srpnja 1983.     | vratar    | Univ. de Chile (CHI) | 180    |
| 13. | Marco Estrada    | 28. svibnja 1983.   | vezni red | Univ. de Chile (CHI) | 174    |
| 14. | Matias Fernandez | 15. svibnja 1986.   | vezni red | Sporting Lisbon      | 176    |
| 15. | Jean Beausejor   | 1. lipnja 1984.     | napad     | America (MEX)        | 178    |
| 16. | Fabian Orellana  | 27. siječnja 1986.  | napad     | Xerez (ESP)          | 168    |
| 17. | Gary Medel       | 3. kolovoza 1987.   | obrana    | Boca Juniors         | 171    |
| 18. | Gonzalo Jara     | 29. kolovoza 1985.  | obrana    | West Bromwich Albion | 177    |
| 19. | Gonzalo Fierro   | 21. ožujka 1983.    | vezni red | Flamengo (BRA)       | 171    |
| 20. | Rodrigo Millar   | 3. studenog 1981.   | vezni red | Colo Colo (CHI)      | 182    |
| 21. | Rodrigo Tello    | 14. listopada 1979. | vezni red | Besiktas (TUR)       | 171    |
| 22. | Esteban Paredes  | 1. kolovoza 1980.   | napad     | Colo Colo (CHI)      | 179    |
| 23. | Luis Marin       | 18. svibnja 1983.   | vratar    | Union Espanola (CHI) | 186    |
| T   | Marcelo Bielsa   | 21. srpnja 1955.    | izbornik  | Argentina            |        |

## Vanjske poveznice
- Preuzeto 13. lipnja 2010. sa službenih stranica FIFA-e  Arhivirana inačica izvorne stranice od 7. lipnja 2010. (Wayback Machine)